# Adenoïditis
L'adenoïditis és la inflamació de les vegetacions adenoides (també anomenades amígdales faringes) a causa d'una infecció. Les adenoides són un tipus de teixit limfàtic que es localitza darrere les fosses nasals i la part posterior del coll. Aquesta patologia és molt freqüent durant l'edat preescolar i escolar. Aquesta inflamació es coneix amb el nom d'hipertròfia.Tot i així, es pot manifestar a qualsevol edat.

## Etiologia

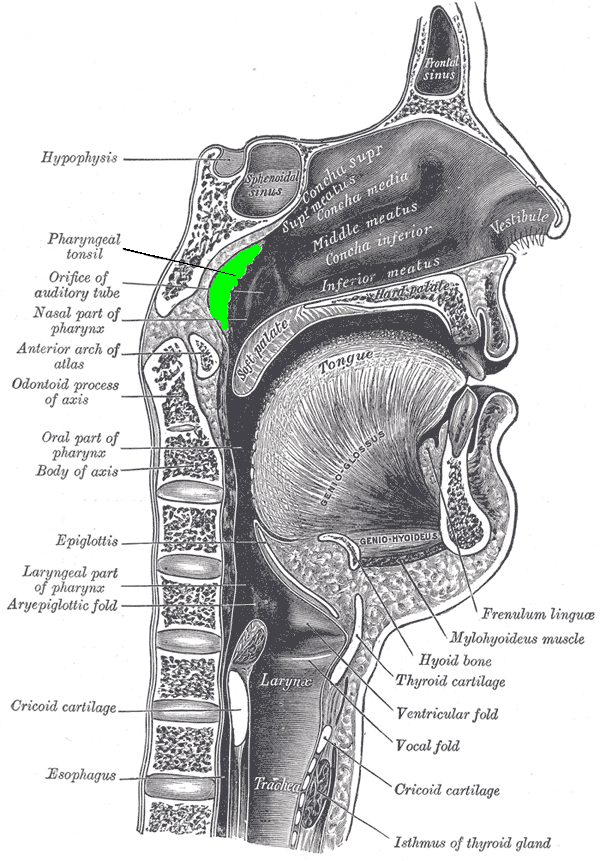
Localització de les adenoides

La causa principal de l'adenoïditis són les infeccions com la rinitis. A més a més, hi ha tota una sèrie de factors ambientals i d'higiene que poden predisposar a la persona a desencadenar aquest quadre clínic. La via oral i nasal permeten, fàcilment, i de forma freqüent l'entrada de microorganismes que provoquen infeccions. Alguns dels agents etiològics més freqüents és Streptocooccus pneumoniae i altres, menys freqüents, streptococcus betahemolítico, Moraxella Catarrhalis, entre d'altres.

## Simptomatologia
Els signes i símptomes que formen aquest quadre són varis. No s'han de presentar tots els símptomes per diagnosticar la patologia. Alguns dels símptomes més freqüents són: febre, cefalea, disfàgia, obstrucció nasal, halitosi, dolor al coll, tos, congestió nasal, entre d'altres. A més a més, durant la nit es produeix la respiració bucal i l'apnea obstructiva del son infantil. Quan el quadre és més sever es pot desencadenar una sèpsia. En els nens es pot observar un malestar general amb neguit i ronqueig i dificultat per agafar el son. Les infeccions a les orelles són freqüents en nens amb adenoïditis.

## Diagnòstic
El diagnòstic de l'adenoïditis es fa mitjançant l'exploració clínica i observació del coll. La presentació de signes i símptomes esmentats anteriorment i l'observació clínica permeten concloure el diagnòstic. A vegades, aquesta exploració va acompanyada de proves complementàries com radiografia del coll i estudis del son en casos d'apnea i presència de roncs.

## Tractament
El tractament d'aquesta patologia es basa a disminuir la simptomatologia i aconseguir el benestar de la persona. El tractament és integral i combina el farmacològic amb altres mesures preventives. Quan l'adenoïditis és crònica cal aplicar tractament quirúrgic.

### Tractament farmacològic
El tractament farmacològic es basa en fàrmacs antiinflamatoris o paracetamol, i en el cas d'infeccions bacterianes s'aplica l'ús d'antibioteràpia. L'obstrucció nasal i la presència de mucositat també requereix l'aplicació d'un mucolític per eliminar-la.

### Tractament quirúrgic
El tractament quirúrgic s'aplica quan l'adenoïditis és freqüent i severa. Aquesta pot provocar una osbtrucció de les vies respiratòries i, per això, requereix l'extirpació de les adenoides. Aquesta intervenció, sota anestèsia general, es coneix amb el nom d'adenoïdectomia. Aquesta intervenció consisteix en l'extracció de les glàndules adenoides.

#### Criteris d'intervenció quirúrgica
- Apnea del son
- Dificultat respiratòria diària per obstrucció nasal
- Persistència al tractament
- Recurrència de 5 episodis, aproximadament, a l'any.[6]